# NordEst Banca
NordEst Banca SpA era una banca con sede a Udine. La società, guidata dal presidente Renzo Panighello e dal direttore generale Fabrizio Tofanelli, aveva una forte vocazione locale e una presenza regionale in Friuli-Venezia Giulia con interessi finanziari e creditizi in tutto il Nord-est del paese.
Gli investitori istituzionali della banca erano la Cassa di Risparmio di Ferrara (al 10%, quota ceduta dalla Banca Popolare di Milano) e l'ITAS Holding.
Nel 2009 il Gruppo Banca Popolare di Cividale ha stipulato un accordo per l'acquisizione della quota di controllo pari al 51%.
Nel 2013 la banca è stata fusa nella Banca Popolare di Cividale.